# 부하라밭쥐
부하라밭쥐(Blanfordimys bucharicus)는 비단털쥐과에 속하는 설치류의 일종이다. 아프가니스탄과 타지키스탄, 우즈베키스탄에서 발견된다. 자연 서식지는 온대 사막 지역이다.